# Nephrotoma quadrifaria
Nephrotoma quadrifaria är en tvåvingeart som först beskrevs av Johann Wilhelm Meigen 1804.  Nephrotoma quadrifaria ingår i släktet Nephrotoma och familjen storharkrankar. Arten är reproducerande i Sverige.

## Underarter
Arten delas in i följande underarter:
- N. q. quadrifaria
- N. q. farsidica

## Bildgalleri

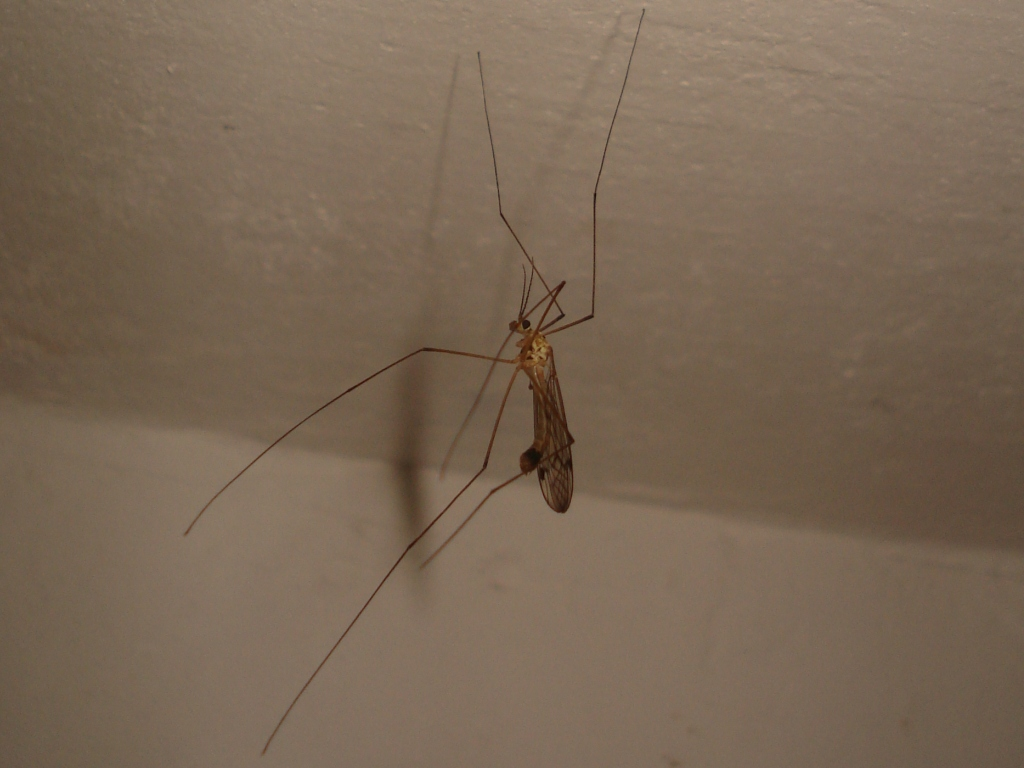
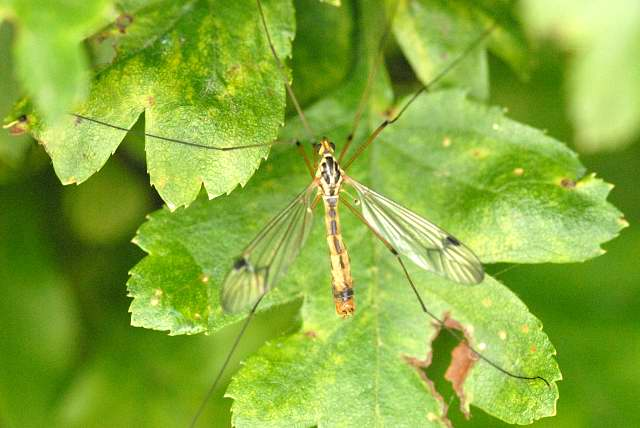
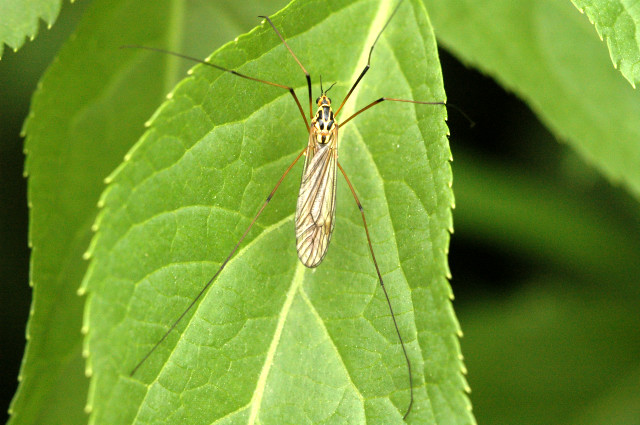
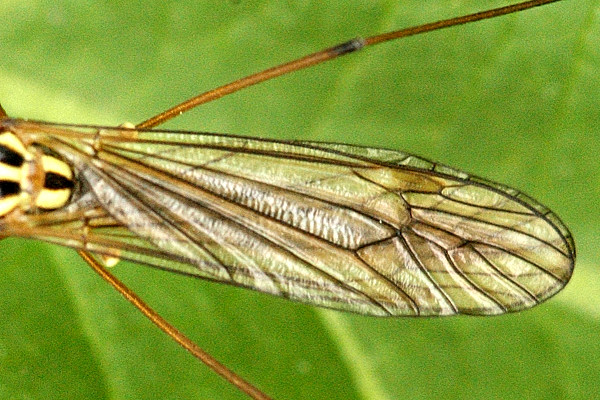
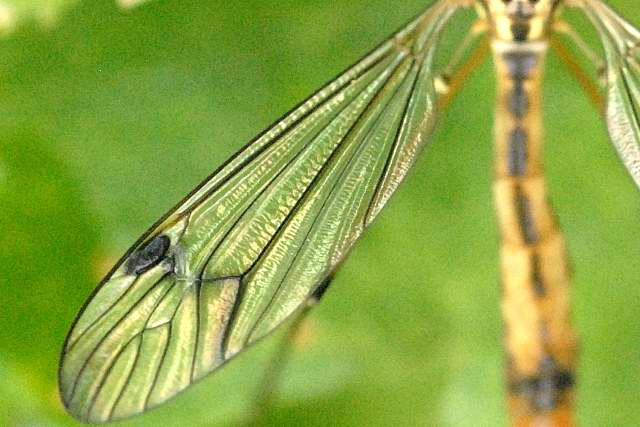